# Michalovce
Michalovce (tyska Großmichel, ungerska Nagymihály) är en stad i regionen Košice i östra Slovakien. Staden som har en yta av 52,81 km² har en befolkning, som uppgår till 39 922 invånare (2005).